# Corinto (Cauca)
Corinto é um município da Colômbia, localizado no departamento de Cauca.